# Wiebesia callida
Wiebesia callida is een vliesvleugelig insect uit de familie vijgenwespen (Agaonidae). De wetenschappelijke naam is voor het eerst geldig gepubliceerd in 1927 door Grandi.